# Gift+
『Gift+』（ギフト・プラス）は、日本の歌手、広瀬香美の10枚目のアルバム。2006年11月22日に、ビクターエンタテインメントからリリースされた。

## 収録曲
全曲 作詞・作曲：広瀬香美
1. サッカーボールみたいに転がって
  - 編曲：h-wonder
2. 甘いお話part3
  - 編曲：中西亮輔
  - 「GIFT/愛は特効薬」カップリング曲。「サタデー☆ラバーズ E.P」にも収録されているほか、広瀬のアルバム曲としてはベストアルバムに収録される機会が多い（後述）。
3. 情熱+
  - 編曲：井上ヨシマサ
4. GIFT
  - 編曲：井上ヨシマサ
  - 25thシングル1曲目。
5. 茜
  - 編曲：鈴木Daichi秀行
6. サプライズ未来
  - 編曲：鈴木Daichi秀行
7. Silent Night Candle Light
  - 編曲：h-wonder
8. 愛は特効薬(type2)
  - 編曲：鈴木Daichi秀行
  - 25thシングル2曲目のアルバムバージョン。
9. 西暦2010年
  - 編曲：河野圭
10. No More Sad
  - 編曲：広瀬香美
11. Happy Valentine Day
  - 編曲：中塚武
12. Sometimes...
  - 編曲：h-wonder

## タイアップ
- ブリヂストン『ブリザック NO.1篇』CMソング (#2)
- 映画『ベルナのしっぽ』主題歌 (#3)
- NTV系『DRAMA COMPLEX　大人のヴァレンタイン･ドラマ 時代屋の女房』主題歌 (#4)
- 映画『素敵な夜、ボクにください』主題歌 (#6)
- TBS系ドラマ 愛の劇場『病院へ行こう』主題歌 (#8)
- NTV系 『ニッポン旅×旅ショー』エンディングテーマ(#9)

## 関連作品
- 甘いお話part3
  - タイアップコレクション〜広瀬香美のテレビで聴いたあの曲達〜
  - Winter High!! 〜Best Of Kohmi's Party〜
  - WINTER TOUR 2020 "SING" + Live at Blue Note Tokyo
- GIFT
  - SINGLE COLLECTION
  - THE BEST "1992-2018" + "雪"Setlist Non-Stop Mix
  - WINTER TOUR 2020 "SING" + Live at Blue Note Tokyo
- 愛は特効薬（シングルバージョン）
  - SINGLE COLLECTION
  - THE BEST "1992-2018" + "雪"Setlist Non-Stop Mix